# Джйотіша-веданґа
«Джйотіша-веданґа» (Jyotiṣa Vedānga IAST) або «Веданґа-джйотіша» (Vedānga Jyotiṣa IAST) — давньоіндійський санскритський астрономічний та астрологічний трактат, датований V — IV століттями до н. е. . Автором трактату вважають давньоіндійського астронома та астролога Лагадху.
У тексті трактату описано правила розрахунку руху Сонця й Місяця для проведення ведичних жертвопринесень. Трактат можна вважати першою роботою з математичної астрономії в Індії.
Донині дійшли дві редакції «Джйотіша-веданґи». Одна з них складається з 36 віршів і примикає до «Ріґведи», а інша складається з 45 віршів і примикає до «Яджур-веди». 29 віршів у обох версіях повністю збігаються.